# 将利县
将利县，中国古县名。
北周以安育县改名，治所在今甘肃省陇南市武都区东南，为武都郡治。隋朝、唐朝，为武州治。安史之乱后地废入吐蕃。大中时复置，景福后属阶州。元朝至元七年（1270年），省入阶州。 